# Monetary Authority of Singapore
Die Monetary Authority of Singapore (Abkürzung: MAS; chinesisch: 新加坡金融管理局; deutsch: Währungsbehörde Singapurs) ist Singapurs Zentralbank und Behörde zur Finanzmarktregulierung. Sie verwaltet die verschiedenen Bestimmungen in Bezug auf Geld, Banken, Versicherungen, Wertpapiere und den Finanzsektor im Allgemeinen sowie die Währungsemission.

## Geschichte
Gegründet wurde die MAS im Jahre 1971, um die verschiedenen Geldfunktionen, welche dem Geld- und Finanzwesen zugeordnet werden, zu überwachen. Vor der Gründung der MAS wurde diese Aufgabe von verschiedenen Ministerien und Behörden erfüllt. Durch das wirtschaftliche Voranschreiten Singapurs und die dadurch immer komplexer werdenden Forderungen an das Finanzsystem wurde 1970 vom Parlament der Monetary Authority of Singapore Act verabschiedet, welcher zur Gründung der MAS führte. Des Weiteren wurden der MAS Befugnisse als Bank übergeben, um die ihr gestellten Aufgaben erfüllen zu können. Im April 1977 beschloss die Regierung, ebenfalls die Regulierung der Versicherungswirtschaft im Aufgabenbereich der MAS unterzubringen. Außerdem fiel die Regulierungsfunktion im Rahmen des Securities Industry Act (1973) im Jahr 1984 der MAS zu. Seit der Fusion mit dem Board of Commissioners of Currency am 1. Oktober 2002 wurde der MAS auch die Währungsemission übertragen.

## Aufgaben
Die MAS muss als Zentralbank des Landes handeln, einschließlich der Durchführung der Geldpolitik. Die Ausgabe der Währung und die Überwachung der Zahlungssysteme fallen ebenfalls in ihren Aufgabenbereich. Des Weiteren muss die MAS als Finanzbeauftragter der Regierung tätig werden, die Währungsreserven des Landes verwalten sowie Aufsicht über Finanzdienstleistungen und die Finanzstabilität führen.
Diese Aufgaben werden von der MAS aber nicht wie bei anderen Zentralbanken erfüllt. Anstatt die Liquidität im System durch Zinssätze zu beeinflussen, nutzt die MAS den Wechselkursmechanismus. Genauer gesagt passiert dies durch einen Eingriff in den SGD-Markt.

### Bargeldumlauf
Seit 2003 muss sich die MAS auch um den Bargeldumlauf kümmern. Um dieser Aufgabe gerecht zu werden, hat sie das exklusive Recht auf Herausgabe von Münzen und Banknoten. Die Ausgestaltung der Münzen und Banknoten wird jedoch vom Monetary Policy Committee mit Genehmigung der Regierung bestimmt.
Nur das auf diesem Weg in Umlauf gekommene Bargeld hat den Status eines gesetzlichen Zahlungsmittels innerhalb des Landes für alle Transaktionen, sowohl öffentlich als auch privat, ohne jegliche Einschränkung.

### Währungsstabilität
Um die finanzielle Stabilität der Währung zu bewahren und einer Inflation vorzubeugen, muss die MAS regelmäßig eine Überprüfung der möglichen Risiken und Schwachstellen, welche aufgrund der Entwicklung des Landes oder der globalen Wirtschaft auftreten können, durchführen.
Die Ergebnisse werden in der Financial Stability Review (FSR) niedergeschrieben und veröffentlicht. Damit soll erreicht werden, dass Marktteilnehmer, Analysten und die Öffentlichkeit ein besseres Verständnis über das Finanzsystem in Singapur erhalten sollen.

## Währungsreserven
Die Verwaltung der Währungsreserven wurde von der Regierung an drei unterschiedliche Organisationen aufgeteilt, wobei eine davon die MAS ist. Aufgrund dessen, das sie eine Zentralbank ist, wird die MAS als die konservativste der drei Investmentgesellschaften angesehen. Die von der MAS veröffentlichten Financial Stability Reviews werden in regelmäßigen Zeitintervallen verfasst und geben Auskunft darüber, wie und in welcher Höhe die zugeteilten Reserven verteilt worden sind.
Dafür wird eine Datenvorlage, der IWF-Special Data Dissemination Standard (SDDS), verwendet. Darin lassen sich sowohl das Kapital innerhalb des Landes sowie das Kapital im Ausland ablesen. Des Weiteren sind zukünftige Zuwächse beziehungsweise Abgänge den jeweiligen Positionen zugeordnet.

## Wechselkurssystem
Die Zentrierung der MAS auf dieses Systems kam mit dem Hauptziel zustande, dass die Förderung der mittelfristigen Preisstabilität eine solide Grundlage für nachhaltiges Wirtschaftswachstum ist. Damit dieses System auch diese Wirkung erzielen kann, wurden drei Hauptmerkmale gesetzt, die als Richtlinien gelten sollen.
1. Der Singapur-Dollar wird gegen einen Währungskorb der wichtigsten Handelspartner verwaltet.
2. Die MAS betreibt ein kontrolliertes schwebendes Regime für den Singapur-Dollar, bei dem der handelsgewichtete Wechselkurs innerhalb einer vorher bestimmten Richtlinie schwanken darf.
3. Die Wechselkurspolitik wird regelmäßig überprüft, um sicherzustellen, dass sie immer mit den Fundamentaldaten der Wirtschaft übereinstimmt.

Zur Überprüfung werden zusammen mit den Financial Stability Reports auch die so genannten Macroeconomic Reviews veröffentlicht. Dies geschieht zweimal jährlich und dient als Grundlage für die geldwirtschaftlichen Entscheidungen der MAS. Diese sind sowohl online als auch in gedruckter Version erhältlich.

## Globale Kooperation
Mit Singapurs Rolle als wichtiger Finanzplatz der Region muss die MAS auch global in Erscheinung treten. Dies wird umgesetzt durch die Mitgliedschaft mehrerer wichtiger globaler Organisationen wie der Internationale Währungsfonds (IWF), der Weltbank (WB), das Financial Stability Board (FSB), der Bank für Internationalen Zahlungsausgleich (BIZ) und internationalen Normungsgremien wie dem Basel-Ausschuss für Bankenaufsicht (BCBS), der Internationalen Vereinigung der Versicherungsaufsichtsbehörden (IAIS) und der Internationalen Organisation der Wertpapieraufsichtsbehörden (IOSCO).
Auch eine enge Zusammenarbeit mit anderen Zentralbanken ist erforderlich. Dies betrifft nicht nur die umliegenden Länder, sondern auch die europäische Zentralbank und die amerikanische Zentralbank.
Auf dem One Planet Summit 2017 war die Organisation eines der acht Gründungsmitglieder des Networks for Greening the Financial System (NGFS), um das Risikomanagement im Finanzsektor zu Umweltrisiken und Auswirkungen der globalen Erwärmung weiterzuentwickeln und im Sinne des grünen Finanzwesen (englisch green finance) Mittel für den Übergang zu einer nachhaltigen Wirtschaft zu mobilisieren.

## Liste der Vorsitzenden
Seit der Gründung der MAS hatten die folgenden Personen die Position des Vorsitzenden:
- Hon Sui Sen (Januar 1971 bis Juli 1980)
- Goh Keng Swee (August 1980 bis Januar 1985)
- Richard Hu (Januar 1985 bis Dezember 1997)
- Lee Hsien Loong (Januar 1998 bis August 2004)
- Goh Chok Tong (August 2004 bis Mai 2011)
- Tharman Shanmugaratnam (Mai 2011 bis Juni 2023)
- Lawrence Wong (seit Juli 2023)[7]

## Weiterführende Literatur
- Birgit Kuhles: Interkulturelles Management westlicher Banken in Südostasien Analyse und Konzept am Beispiel von Singapur, Malaysia und Vietnam, Springer, 2002, ISBN 978-3-8244-7568-1.
- Sheng-Yi Lee: The Monetary and Banking Development of Singapore and Malaysia. NUS Press, 1990, ISBN 978-9971-69-146-2.
- Monetary Authority of Singapore: The Financial structure of Singapor. 1980, ISBN 978-9971-9913-0-2.